# Роттер, Джулиан
Джу́лиан Ро́ттер (англ. Julian Rotter; 22 октября 1916, Бруклин — 6 января 2014, Мансфилд, Коннектикут) — американский психолог, автор влиятельных теорий, включая теорию социального научения и теорию локуса контроля.

## Детство и карьера
В 1916 году в семье еврейских иммигрантов в Бруклине родился третий сын, Джулиан Роттер. Он получил диплом бакалавра в Бруклинском колледже, затем, под руководством Курта Левина защитил магистерскую диссертацию в Университете Айовы. Докторскую он защитил в Университете Индианы. Во время обучения на его взгляды повлияли такие психологи, как Альфред Адлер, Кларк Халл, Б. Ф. Скиннер и Эдвард Толмен. Во время Второй мировой войны, после защиты докторской, он был советником в армии США, затем возглавил программу клинической психологии в Университете штата Огайо, где на него оказал влияние Джордж Келли. Позже Роттер переехал в Университет Коннектикута, где и проходит его карьера.
Его основная книга, «Social Learning and Clinical Psychology», была опубликована в 1954 году. Должность директора программы клинической психологии в университете Коннектикута он получил в 1963 году. Также он был председателем отделения социальной психологии и психологии личности Американской психологической ассоциации.
Ушел на пенсию в 1987 году.
Умер 6 января 2014 года.